# براد سايمور
براد سايمور (بالإنجليزية: Brad Seymour)‏ هو لاعب كرة قدم أسترالية أسترالي، ولد في 3 مايو 1976 في واجا واجا في أستراليا.

## وصلات خارجية
- براد سايمور على موقع AustralianFootball.com (الإنجليزية)
- براد سايمور على موقع AFLtables.com (الإنجليزية)